# 少年たちの時代革命
『少年たちの時代革命』（しょうねんたちのじだいかくめい、中国語: 少年、英語: May You Stay Forever Young）はレックス・レンとラム・サムが共同監督を務め、2021年に制作された香港の映画。世界初上映は台北金馬影展で行われ、第58回金馬奨では最優秀新人監督賞および最優秀編集賞にノミネートされた。2022年4月8日に台湾で公開された。

## あらすじ
2019年の逃亡犯条例改正反対運動で逮捕され、釈放されたばかりの少女・YYは、ビルから飛び降りて死をもって抗議しようと計画していた。それを察知した、かつて彼女とともに拘束された少年やソーシャルワーカーが自殺を阻止するため香港各地を奔走する。物語の舞台には葵盛西邨や葵涌広場、旺角などが登場する。

## キャスト
- 孫君陶（スン・クワントー） - 林梓南（ナム）
- 余子穎（ユー・ジーウィン） - 黎家欣（YY）
- 唐嘉輝（トン・カーファイ） - 呂士奇（ルイス）
- 李珮怡（レイ・プイイー）- ジーユー（YYの友人）
- 彭珮嵐（アイビー・パン）- バウ（ソーシャルワーカー）
- 孫澄（スン・ツェン） - ファイ兄
- 麥穎森（マック・ウィンサム）- ファイ妹
- 何煒華（ホー・ワイワー） - バーニズム
- 任俠（レックス・レン） - 私服警官

## 製作
2019年10月にクランクインしたが、撮影中は数多くの困難が伴った。2020年のCOVID-19流行による一時撮影中断、香港国家安全維持法の施行、さらにはテーマを理由に一部の出演者やスポンサーが撤退するなどのトラブルが重なった。最終的には2020年9月に再撮影・追加撮影を行い、製作費は約60万香港ドルで完成した。監督は撮影中、マスク着用禁止法や集会制限令に抵触するリスク、あるいは逮捕される可能性も懸念していたという。それでも俳優陣は熱心に撮影へ参加し、街頭で行う捜索シーンでは実際の通行人へ声をかける手法も取られた。
当初のタイトルは『救命』だったが、金馬奨への応募前に『少年』に改題。英語タイトルの「May You Stay Forever Young」は、ボブ・ディランの楽曲「Forever Young」の歌詞から引用した。

## 受賞
| 年   | 受賞式       | 賞               | ノミネート／受賞対象       | 結果       |
| ---- | ------------ | ---------------- | -------------------------- | ---------- |
| 2021 | 第58回金馬奨 | 最優秀新人監督賞 | レックス・レン、ラム・サム | ノミネート |
| 2021 | 第58回金馬奨 | 最優秀編集賞     | レックス・レン、L2         | ノミネート |
| 2021 | 第58回金馬奨 | NETPAC賞         | 『少年たちの時代革命』     | 受賞       |